# رائد النواطیر
رائد النواطیر (عربی: رائد عبد الرحمن فريح النواطير؛ زادهٔ ۵ مهٔ ۱۹۸۸) بازیکن فوتبال اهل اردن است.
از باشگاه‌هایی که در آن بازی کرده‌است می‌توان به باشگاه فوتبال الجزیره (امان)، باشگاه فوتبال الاهلی (امان)، باشگاه فوتبال الشباب اردن، و باشگاه ورزشی الفیصلی اشاره کرد.
وی همچنین در تیم‌های ملی فوتبال زیر ۲۰ سال اردن و اردن بازی کرده‌است.